# Notocytharella phaethusa
Notocytharella phaethusa é uma espécie de gastrópode do gênero Notocytharella, pertencente a família Mangeliidae.